# Franco Rol
Franco Rol, italijanski dirkač Formule 1, * 5. junij 1908, Torino, Italija, † 18. junij 1977, Rapallo, Italija.
Franco Rol je pokojni italijanski dirkač Formule 1. Debitiral je v sezoni 1950, toda na vseh treh dirkah, na katerih je nastopil, je odstopil. V sezoni 1951 je nastopil le na domači dirki za Veliko nagrado Italije, kjer je dosegel deveto mesto, kar je njegov najboljši rezultat v karieri. Tudi v sezoni 1952 je nastopil le na Veliki nagradi Italije, toda tokrat je odstopil, za tem pa ni več nikoli dirkal v Formuli 1. Umrl je leta 1977.

## Popolni rezultati Formule 1
(legenda) (odebeljene dirke pomenijo najboljši štartni položaj, poševne pa najhitrejši krog, †-uvrščen kljub odstopu)
| Leto | Moštvo                    | Šasija           | Motor               | 1   | 2       | 3   | 4   | 5   | 6       | 7       | 8       | Prv | Toč |
| ---- | ------------------------- | ---------------- | ------------------- | --- | ------- | --- | --- | --- | ------- | ------- | ------- | --- | --- |
| 1950 | Officine Alfieri Maserati | Maserati 4CLT/48 | Maserati Straight-4 | VB  | MON Ret | 500 | ŠVI | BEL | FRA Ret | ITA Ret |         | -   | 0   |
| 1951 | O.S.C.A. Automobil        | O.S.C.A. 4500G   | O.S.C.A. V12        | ŠVI | 500     | BEL | FRA | VB  | NEM     | ITA 9   | ŠPA     | -   | 0   |
| 1952 | Officine Alfieri Maserati | Maserati A6GCM   | Maserati Straight-6 | ŠVI | 500     | BEL | FRA | VB  | NEM     | NIZ     | ITA Ret | -   | 0   |